# Xdinary Heroes
Xdinary Heroes (кор. 엑스디너리 히어로즈) — південнокорейський поп-рок гурт, створений Studio J, дочірньою компанією JYP Entertainment. До складу входять шість учасників: Ґоніль, Чонсу, Ґаон, Од, Джун Хан та Джуйон. Вони дебютували 6 грудня 2021 року із цифровим синглом «Happy Death Day». Всі учасники беруть участь у написанні текстів, музики та продюсуванні пісень гурту.

## Назва гурту та фан-клубу
Xdinary Heroes є абревіатурою від англ. «Extra Ordinary Heroes» (укр. «надзвичайні герої»), що означає «кожен може стати героєм». Його також часто називають абревіатурою xdiz (кор. 엑디즈). Їх фандом зветься «Villains» (укр. лиходії).

## Кар'єра

### До дебюту
У липні 2021 року стало відомо, що JYP Entertainment подали заявку на отримання прав на товарний знак для «Xdinary Heroes».
24 жовтня на YouTube каналі JYP Entertainment було опубліковано відео «Coming up Next» (укр. «далі», «скоро наступний»), в якому з'явився один із учасників майбутнього бой-бенду. 1 листопада вийшло відео «Heroes are Coming» (укр. «герої прибувають»), яке представило логотип гурту. Тизер, який розкрив назву гурту, «Xdinary Heroes», вийшов 8 листопада.
Першим публіці був представлений Джуйон — 15 та 22 листопада, Од — 16 та 23 листопада, Ґаон— 17 та 24 листопада, Джун Хан — 18 та 25 листопада, Чонсу — 19 та 26 листопада та Ґоніль — 20 та 27 листопада. Це були відео тизери у двох концептах: історія походження учасника та перформанс відео із демонстрацією володіння музичним інструментом. 20 листопада був опублікований тизер з усіма учасниками, а 29 листопада стало відомо, що гурт дебютує 6 грудня. Тизер до музичного відео вийшов 4 грудня.
На момент дебюту Xdinary Heroes минуло майже чотири роки з моменту дебюту попереднього чоловічого гурту, того ж лейблу — Stray Kids та більше шести років з дебюту попереднього поп-рок гурту — Day6.

### 2021: дебют із цифровим синглом «Happy Death Day»
Цифровий сингл «Happy Death Day» був опублікований на усіх онлайн майданчиках 6 грудня 2021 року, того ж дня відбувся реліз музичного відео до композиції. Також, гурт провів свій дебютний шоукейс у режимі онлайн на платформі Vlive. Композиція «Happy Death Day» дебютувала на 12 місці у чарті World Digital Songs (Billboard).

### 2022: перший камбек із мініальбомомHello, world!
20 липня гурт повернувся із першим мініальбомом Hello, world!, що містив шість треків, у тому числі заголовний «Test Me». Камбек супроводжувався першим у кар'єрі гурту шоукейсом із живою аудиторією, на якому гурт наживо виконав чотири пісні зі свого мініальбому та дебютний сингл.

## Учасники
| Фото | Сценічний псевдонім | Сценічний псевдонім | Сценічний псевдонім | Справжнє ім'я | Справжнє ім'я | Справжнє ім'я | Дата народження           | Позиція у гурті Інструмент   |
| Фото | Українською         | Хангилем            | Латиницею           | Українською   | Хангилем      | Латиницею     | Дата народження           | Позиція у гурті Інструмент   |
| ---- | ------------------- | ------------------- | ------------------- | ------------- | ------------- | ------------- | ------------------------- | ---------------------------- |
|      | Ґоніль              | 건일                | Gunil               | Ґу Ґоніль     | 구건일        | Goo Gunil     | 24 липня 1998 (26 років)  | Лідер / Барабани             |
|      | Чонсу               | 정수                | Jungsu              | Кім Чонсу     | 김정수        | Kim Jungsu    | 26 червня 2001 (23 роки)  | Клавіши                      |
|      | Ґаон                | 가온                | Gaon                | Квак Джісок   | 곽지석        | Kwak Jiseok   | 14 січня 2002 (23 роки)   | Ритм-гітарист /Електрогітара |
|      | Од                  | 오드                | O.de                | О Синмін      | 오승민        | Oh Seungmin   | 11 червня 2002 (22 роки)  | Синтезатор                   |
|      | Джун Хан            | 준한                | Jun Han             | Хан Хьонджун  | 한형준        | Han Hyeongjun | 18 серпня 2002 (22 роки)  | Соло-гітарист /Електрогітара |
|      | Джуйон              | 주연                | Jooyeon             | Лі Джуйон     | 이주연        | Lee Jooyeon   | 12 вересня 2002 (22 роки) | Макне / Бас-гітара           |

## Дискографія

### Мініальбоми
| Назва                                                                            | Деталі                                                                                          | Пікові позиції у чартах | Пікові позиції у чартах | Пікові позиції у чартах | Пікові позиції у чартах | Пікові позиції у чартах | Пікові позиції у чартах | Продажі                   |
| Назва                                                                            | Деталі                                                                                          | KOR                     | HUN                     | POL                     | US Heat.                | US Sales                | US World                | Продажі                   |
| -------------------------------------------------------------------------------- | ----------------------------------------------------------------------------------------------- | ----------------------- | ----------------------- | ----------------------- | ----------------------- | ----------------------- | ----------------------- | ------------------------- |
| Hello, World!                                                                    | - Реліз: 20 липня 2022 - Лейбл: Studio J, JYP - Формат: CD, цифрове завантаження, стриминг      | 4                       | —                       | 28                      | —                       | —                       | —                       | - Південна Корея: 65,494  |
| Overload                                                                         | - Реліз: 11 листопада 2022 - Лейбл: Studio J, JYP - Formats: CD, цифрове завантаження, стриминг | 5                       | —                       | 41                      | 19                      | 74                      | 14                      | - Південна Корея: 82,469  |
| Deadlock                                                                         | - Реліз: 26 квітня 2023 - Лейбл: Studio J, JYP - Формат: CD, цифрове завантаження, стриминг     | 8                       | 39                      | —                       | —                       | —                       | —                       | - Південна Корея: 131,871 |
| «—» релізи, що не потрапили у чарти або не були випущені у відповідних регіонах. |                                                                                                 |                         |                         |                         |                         |                         |                         |                           |

### Сингли
| Назва                                                                            | Рік  | Пікові позиції у чартах | Пікові позиції у чартах | Альбом            |
| Назва                                                                            | Рік  | KOR Down.               | US World                | Альбом            |
| -------------------------------------------------------------------------------- | ---- | ----------------------- | ----------------------- | ----------------- |
| »Happy Death Day"                                                                | 2021 | —                       | 12                      | Сингл без альбому |
| «Test Me»                                                                        | 2022 | 187                     | —                       | Hello, World!     |
| «Strawberry Cake»                                                                | 2022 | —                       | —                       | Hello, World!     |
| «Hair Cut»                                                                       | 2022 | 124                     | —                       | Overload          |
| «Freakin' Bad»                                                                   | 2023 | 85                      | —                       | Deadlock          |
| «—» релізи, що не потрапили у чарти або не були випущені у відповідних регіонах. |      |                         |                         |                   |

### Інші пісні
| Назва                                                                            | Рік  | Пікові позиції у чартах | Альбом   |
| Назва                                                                            | Рік  | KOR Down.               | Альбом   |
| -------------------------------------------------------------------------------- | ---- | ----------------------- | -------- |
| «Zzz..» (кор. 잠꼬대)                                                            | 2022 | 153                     | Overload |
| «Ghost»                                                                          | 2022 | 162                     | Overload |
| «Crack in the Mirror»                                                            | 2022 | 164                     | Overload |
| «Lunatic»                                                                        | 2022 | 165                     | Overload |
| «X-Mas»                                                                          | 2022 | 167                     | Overload |
| «Come into My Head»                                                              | 2023 | 104                     | Deadlock |
| «Bicycle»                                                                        | 2023 | 103                     | Deadlock |
| «Checkmate»                                                                      | 2023 | 102                     | Deadlock |
| «Man in the Box»                                                                 | 2023 | 106                     | Deadlock |
| «Good Enough»                                                                    | 2023 | 101                     | Deadlock |
| «Dear H.»                                                                        | 2023 | 108                     | Deadlock |
| «—» релізи, що не потрапили у чарти або не були випущені у відповідних регіонах. |      |                         |          |

### Інші появи
| Назва                                      | Рік  | Альбом                                                      |
| ------------------------------------------ | ---- | ----------------------------------------------------------- |
| «Seoul's Maternal Love» (кор. 서울의 모정) | 2022 | Immortal Songs: Singing the Legend (Patti Kim — Part 3)     |
| «Why do you call me?» (кор. 왜 불러)       | 2023 | Immortal Songs: Singing the Legend (Song Chang-sik– Part 1) |

## Відеографія

### Музичні кліпи
| Назва             | Рік  | Режисер(и)           | Прим.  |
| ----------------- | ---- | -------------------- | ------ |
| «Happy Death Day» | 2021 | 725 (SL8 Visual Lab) | [ 20 ] |
| «Test Me»         | 2022 | 725 (SL8 Visual Lab) | [ 21 ] |
| «Strawberry Cake» | 2022 | 725 (SL8 Visual Lab) | [ 22 ] |
| «Hair Cut»        | 2022 | 725 (SL8 Visual Lab) | [ 23 ] |
| «Freakin' Bad»    | 2023 | 725 (SL8 Visual Lab) | [ 24 ] |
| «Good Enough»     | 2023 | 725 (SL8 Visual Lab) | [ 24 ] |
| «Dear H.»         | 2023 | 725 (SL8 Visual Lab) | [ 24 ] |
| «Break the Brake» | 2023 | ―                    | [ 25 ] |
| «PLUTO»           | 2023 | ―                    | [ 26 ] |
| «Little Things»   | 2024 | ―                    | [ 27 ] |
| «Boy Comics»      | 2024 | ―                    | [ 28 ] |
| «LOVE and FEAR»   | 2024 | ―                    | [ 29 ] |
| «Save me»         | 2024 | ―                    | [ 30 ] |

## Фільмографія
| Назва                      | К-сть епізодів | Мережа         | Примітки                                        |
| 2021                       | 2021           | 2021           | 2021                                            |
| -------------------------- | -------------- | -------------- | ----------------------------------------------- |
| Xdinary Heroes: Xtra Files | 6              | YouTube V Live | [ 31 ]                                          |
| Xdinary Heroes BEGINS      | 4              | YouTube V Live |                                                 |
| Xdinary Heroes: XQXA       | 6              | YouTube V Live | В кожному епізоді з'являється тільки 2 учасника |
| 2022                       |                |                |                                                 |
| Xdinary Heroes: Xtra Files | 6              | YouTube V Live |                                                 |
| Xdinary Heroes BEGINS      | 4              | YouTube V Live |                                                 |
| Xdinary Heroes: XQXA       | 9              | YouTube V Live | В кожному епізоді з'являється тільки 2 учасника |

## Концерти і тури

### Концерти
| Дата           | Місто | Країна         | Місце проведення / Платформа |
| -------------- | ----- | -------------- | ---------------------------- |
| 16 грудня 2022 | Сеул  | Південна Корея | Olympic Hall Beyond Live     |
| 17 грудня 2022 | Сеул  | Південна Корея | Olympic Hall Beyond Live     |
| 18 грудня 2022 | Сеул  | Південна Корея | Olympic Hall Beyond Live     |

### Тури
| Дата              | Місто     | Країна          | Місце проведення / Платформа | Прим.  |
| ----------------- | --------- | --------------- | ---------------------------- | ------ |
| 3 листопада 2023  | Сеул      | Південна Корея  | Yes24 Hall Beyond Live       | [ 33 ] |
| 4 листопада 2023  | Сеул      | Південна Корея  | Yes24 Hall Beyond Live       | [ 33 ] |
| 5 листопада 2023  | Сеул      | Південна Корея  | Yes24 Hall Beyond Live       | [ 33 ] |
| 11 листопада 2023 | Париж     | Франція         | Bataclan                     | [ 33 ] |
| 13 листопада 2023 | Лондон    | Велика Британія | O2 Academy Islington         | [ 33 ] |
| 15 листопада 2023 | Франкфурт | Німеччина       | Batschkapp                   | [ 33 ] |
| 17 листопада 2023 | Мадрид    | Іспанія         | Wizink Center                | [ 33 ] |
| 20 листопада 2023 | Мілан     | Італія          | Maggazzini Generali          | [ 33 ] |
| 22 листопада 2023 | Варшава   | Польща          | Progresja                    | [ 33 ] |
| 17 березня 2024   | Джакарта  | Індонезія       | The Kasablanka Hall          | [ 34 ] |
| 2 березня 2024    | Тайбей    | Тайвань         | Zepp New Taipei              | [ 34 ] |
| 8 березня 2024    | Сінгапур  | Сінгапур        | Esplande Theatre             | [ 34 ] |
| 23 березня 2024   | Маніла    | Філіппіни       | New Frontier Theater         | [ 34 ] |
| 31 березня 2024   | Бангкок   | Таїланд         | Ultra Arena                  |        |

## Нагороди і номінації
| Нагорода           | Рік  | Категорія                 | Номінант(и)       | Результат | Прим.  |
| ------------------ | ---- | ------------------------- | ----------------- | --------- | ------ |
| Genie Music Awards | 2022 | Best Male Rookie          | Xdinary Heroes    | Номінація | [ 35 ] |
| Golden Disc Awards | 2022 | Rookie Artist of the Year | Xdinary Heroes    | Номінація | [ 36 ] |
| MAMA Awards        | 2022 | Best Band Performance     | «Happy Death Day» | Перемога  | [ 37 ] |
| MAMA Awards        | 2022 | Best New Male Artist      | Xdinary Heroes    | Перемога  | [ 37 ] |
| MAMA Awards        | 2022 | Artist of the Year        | Xdinary Heroes    | Номінація | [ 37 ] |
| MAMA Awards        | 2022 | Song of the Year          | «Happy Death Day» | Номінація | [ 37 ] |

## Нотатки
1. ↑  Тільки шоу 18 грудня.